# John Silver (luchador)
John Silver (nacido el 4 de junio de 1991) es un luchador profesional estadounidense, actualmente firmado con All Elite Wrestling (AEW). Es conocido por su trabajo con Combat Zone Wrestling (CZW), donde fue una sola vez Campeón Mundial Peso Pesado de CZW, y por su asociación con Alex Reynolds, como Beaver Boys, donde fueron una vez Tag Team CZW Mundial Campeones y campeones del PWG World Tag Team.

## Carrera profesional de lucha libre
Silver fue entrenado por Mikey Whipwreck e hizo su debut en 2007, apareciendo principalmente para New York Wrestling Connection (NYWC).
Silver ha trabajado como talento de mejora para WWE en tres ocasiones. El 17 de junio de 2012, en No Way Out, de plata, bajo el nombre de anillo de Rob Grymes , y junto a Dan Delaney (Danilo Anfibio, ahora un árbitro de la WWE), luchado en un partido de la desventaja de dos a uno con Ryback. En el episodio del 28 de marzo de 2018 de NXT (grabado el 7 de marzo), Lars Sullivan derrotó a Silver. En el episodio del 10 de septiembre de 2019 de SmackDown, Silver, bajo el nombre modificado Johnny Silver , se unió a Alex Reynolds (como Alex Keaton), en un partido enMadison Square Garden con maquinaria pesada ( Otis y Tucker), donde tomó el alfiler.

### Combat Zone Wrestling (2011, 2013–presente)
El 1 de mayo de 2011, en una grabación de televisión por cable de CZW, Silver hizo su debut en Combat Zone Wrestling (CZW), en una derrota ante el Castillo de Dalton. No volvería a aparecer para la promoción hasta dos años después.
El 11 de mayo de 2013, en Proving Grounds, Silver regresó a CZW, junto con su compañero de equipo en New York Wrestling Connection, Alex Reynolds. Los dos hombres, conocidos como los Beaver Boys , se enfrentaron a BLK-OUT ( BLK Jeez y Ruckus), campeones del equipo mundial de etiqueta CZW, en un esfuerzo por perder. El 13 de julio, en New Heights, los Beaver Boys obtuvieron su primera victoria en CZW al derrotar a 4Loco (Azrieal y Bandido Jr.). Sin embargo, 4Loco recuperó su victoria un mes después, en Tangled Web. El 14 de diciembre, en Cage of Death XV, los Beaver Boys derrotaron a The Colony (Fire Ant y Green Ant) en una competencia de contendientes # 1 para el World Tag Team Championship.
El 11 de enero de 2014, en Answering the Challenge, los Beaver Boys ganaron el World Tag Team Championship, derrotando a BLK-OUT. Su primera defensa del título fue contra Murderer's Row (anteriormente 4Loco; Azrieal y Bandido Jr.) el 8 de febrero, en el 15th Anniversary Show de CZW. Su segunda defensa del título fue contra The Front (Jaka y Sozio) el 3 de marzo, en High Stakes. El 27 de abril, en CZW to Infinity, los Beaver Boys fueron derrotados por Juicy Product (JT Dunn y David Starr), terminando su reinado a los 106 días. Después de esto, los Beaver Boys comenzaron a pelear con Juicy Product, y perdieron su revancha un mes después, en Proving Grounds. Tuvieron otras dos oportunidades para recuperar los títulos en partidos de cuatro y tres vías que involucran a OI4K (Dave Crist y Jake Crist) y Team Tremendous (Bill Carr y Dan Barry ), pero no tuvieron éxito. No fue hasta Cage of Death XVI, que ganaron un combate de equipo, cuando derrotaron a Team Tremendous. 
El 11 de enero de 2014, en To Live Is To Die, Team Tremendous derrotó a los Beaver Boys, por descalificación. El mes siguiente, en CZW Sixteen: An Ultraviolent Anniversary, Silver se unió a Rex Lawless-Silver y Chuck Taylor-Silver , a en un partido de eliminación de tablas de seis hombres contra Team Tremendous y Dick Justice. Los Silver Boys ganaron el partido, cuando Silver le dio el pin a Dan Barry al golpear una rodilla en picada desde una escalera sobre él a través de una mesa. El 14 de marzo, en Deja Vu, Silver desafió a Joe Gacy en un combate individual por su Wired Championship, pero no lo logró. El 9 de mayo, en Proving Grounds, los Beaver Boys regresaron en un esfuerzo exitoso sobre Bill Carr y su nuevo compañero de equipo, Buxx Belmar. El 11 de julio, en New Heights, los Beaver Boys estuvieron involucrados en un partido de cuatro bandas con los campeones OI4K, The Young Bucks y un Team Tremendous reunido, y este último ganó el partido. El 10 de octubre, en Tangled Web, la pelea terminó en una revancha por los títulos, en la que perdieron los Beaver Boys.
En 2016, Silver comenzó una carrera de solteros, pero solo apareció para la promoción dos veces, en primer lugar, en una derrota ante Tim Donst en Prelude to Violence, y en segundo lugar, en una derrota ante Lio Rush, en un partido por el título de Wired Championship en El jefe ha vuelto. Regresó a la promoción casi un año después, el 5 de agosto de 2017, en Once in a Lifetime, en una derrota ante Maxwell Jacob Friedman , una vez más por el Wired Championship. El 9 de septiembre, en Down With The Sickness, Silver ganó su primer partido de individuales en tres años, derrotando a David Starr . El 14 de octubre, en The Wolf of Wrestling, Silver participó en un combate a cuatro bandas, con Space Monkey, Trey Miguel y el eventual ganador JT Dunn.
El 11 de noviembre de 2017, en Night of Infamy, los Beaver Boys se enfrentaron a The REP (Dave McCall y Nate Carter) en un combate por equipos, y el primero desde diciembre de 2015. Hacia el final, McCall tomó una serie de enziguiris, y luego un brainbuster de Silver. El mánager del REP, Maven Bentley, entró al ring, pero Reynolds evitó que Silver lo atacara, antes de ser golpeado con un pop-up plano, ya que The REP ganó el combate. Después, Silver y Reynolds intercambiaron palabras entre sí, antes de abandonar el ring aparentemente en buenos términos. Silver apareció en el próximo partido que involucraba al campeón mundial de peso pesado CZW Shane Strickland y su retador Joe Gacy, logrando salvar a Strickland mientras lidiaba con los secuaces de Gacy. Desenmascaró a uno de ellos, que resultó ser Reynolds, rompiendo efectivamente a los Beaver Boys. El 9 de diciembre, en Cage of Death 19, Silver atacó a Reynolds y Dan Barry (el otro luchador que fue desenmascarado en Night of Infamy), durante su combate por equipos de cuatro vías para el Campeonato Mundial por Equipos CZW. La distracción fue suficiente para que The REP golpeara a Barry con una línea plana emergente para ganar el partido. 
Silver comenzó 2018 al continuar su enemistad con Reynolds. El 10 de febrero de 2018 en CZW Nineteen, Silver participó en una lucha de clasificación para Best of the Best 17, que incluyó a Reynolds, Barry, Ace Austin , Alexander James y Tyler Murphy. Durante el partido, Silver fue inmediatamente por Reynolds, pero Barry le impidió atacarlo aún más. Silver luego intentó un topé para Barry, pero Reynolds lo dejó caer. Hacia el final, Silver realizó un brainbuster sobre Murphy y luego una rodilla corriendo hacia Austin, pero Reynolds lo sostuvo contra las cuerdas, lo que le permitió a Barry robarle el alfiler a Austin. En el mismo evento, Silver participó en el enfrentamiento de 30 hombres con el título mundial de peso pesado CZW #1 , finalmente ganado por Maxwell Jacob Friedman. Una vez más, Silver fue a por Reynolds, y también pudo eliminar a James y Frankie Pickard, antes de que Reynolds lo arrojara sobre la cuerda superior. El 23 de febrero, en Greetings from Asbury Park, Silver se enfrentó a Reynolds en un partido individual. Perdió el partido después de una distracción de Gacy, Barry y Eddy Blackwater, lo que llevó a Reynolds a golpear a su finalizador, un dominador en un descifrador de códigos. El 12 de mayo, en el Preludio a la violencia, Silver participó en un partido a cuatro bandas por el Campeonato Wired CZW vacante, que ganó Zachary Wentz. Sin embargo, fue el primer hombre en ser eliminado, gracias en parte a Blackwater que lo golpeó en la espalda con un palo de kendo, cuando estaba clavando a Reynolds. La distracción fue suficiente para que Wentz y Wheeler Yuta lo cubrieran dos veces. El 28 de julio, en New Heights, Silver estaba a punto de enfrentarse a un oponente misterioso, cuando Reynolds llegó al ring con su ropa de calle y anunció que Matt Riddle sería el que se enfrentaría a Silver. Hacia el final, Silver tenía a Riddle en una posición de sumisión, y parecía que Riddle estaba a punto de explotar, pero tenía la fuerza suficiente para romper una cuerda. Silver luego realizó una rodilla corriendo en su cabeza, y cubrió a Riddle para ganar el partido. Luego, los dos hombres se dieron la mano, hasta que Reynolds emboscó a Silver, antes de que Riddle lo tendiera rápidamente. El 11 de agosto, en Business as Usual, Reynolds eligió a Myron Reed como el oponente de Silver en el combate Pick Your Poison; Silver derrotó a Reed en el evento. Más tarde, Silver usó la misma estipulación sobre Reynolds y eligió a Trent Barreta como su oponente, que Reynolds terminó ganando. La disputa culminó el 8 de septiembre, en Down with the Sickness, donde Silver derrotó a Reynolds en un combate de escalera.
On 13 de abril de 2019 at Best of the Best 18, Silver defeated Fred Yehi, Gary Jay and Kris Statlander in a four-way quarter-final match, by forcing Jay to tap out. In the semi-final, he faced Jordan Oliver (although Oliver's Wired Championship was not on the line), defeating him with a inverted backbreaker. In the final, Silver faced the previous year's winner, David Starr. He won the tournament as well as the CZW World Heavyweight Championship (which had changed hands for the third time that night),[b] when he performed a running knee to Starr's head and then immediately pinned him. Fans in attendance gave the two men a standing ovation. Following the match, Silver and owner DJ Hyde were laid out, and the Best of the Best trophy was destroyed by Anthony Gangone and other wrestlers from House of Glory. His first defense of the title came on May 11 at Tangled Web 10, against former champion Matt Tremont. During the match, Gangone interfered by performing a spinout TKO to Silver, allowing Tremont to steal the victory, but Tremont refused. DJ Hyde came to the ring to deal with Gangone, but struck Tremont instead, and Gangone laid out Hyde, before being superkicked by Silver. Silver then performed a punt kick to Tremont to win the match. On July 12, at the Lyle C. Williams Memorial Show, Silver defeated Alexander James, who had been a last-minute replacement for Jonathan Gresham. On August 10, at CZW vs. wXw, Silver defeated former champion Anthony Greene, who briefly held the title at Best of the Best 18. After the match, he was confronted firstly by Conor Claxton, and then a returning Joe Gacy, who clotheslined Silver and told the crowd that he was coming for the World Heavyweight Championship, despite the fact that he did not want it. On September 13, at Down with the Sickness, Silver was defeated by Gacy, in a three-way match also involving Claxton, which ended his reign at 153 days. From October to December, he was involved in a series of matches with Claxton. The two men traded wins over each other at To Hell and Back and Cage of Death XXI.

### Pro Wrestling Guerrilla (2015)
El 27 de febrero de 2015 en From Out Of Nowhere, los Beaver Boys hicieron su debut para Pro Wrestling Guerrilla (PWG), como tacones, en una derrota ante Best Friends (Chuck Taylor y Trent?). El 3 de abril, en Don't Sweat The Technique, fueron derrotados por el entonces PWG World Tag Team Championship, el equipo más lindo del mundo (Candice LeRae y Joey Ryan) en un combate sin título. El 22 de mayo, participaron en la novena y última edición de PWG del Torneo de Título del Equipo de Etiqueta del Duumvirato Dynamite. En la primera ronda, derrotaron al Team Tremendous (Bill Carr y Dan Barry), y en la semifinal, ganaron el World Tag Team Championship al derrotar a Monster Mafia (Ethan Page y Josh Alexander), quienes habían derrotado al equipo más lindo del mundo. más temprano esa noche. Su primera y única defensa del título fue en la final, donde fueron derrotados por Andrew Everett y Trevor Lee. El 26 de junio en Mystery Vortex III: Rock And Shock The Nation, el único partido de Silver para la compañía fue una derrota para Brian Cage.

### All Elite Wrestling (2019–presente)
Silver y Alex Reynolds debutaron en All Elite Wrestling (AEW), en el episodio del 16 de octubre de 2019 de Dynamite , donde fueron aplastados por Santana & Ortiz. En el episodio del 30 de octubre de Dynamite, ellos y QT Marshall fueron derrotados por Best Friends (Chuck Taylor y Trent?) Y Orange Cassidy. En el episodio del 10 de diciembre de Dark, Silver y Reynolds fueron derrotados por Jurassic Express (Luchasaurus y Marko Stunt). La noche siguiente en Dynamite , después de que Jon Moxley aplastó a Reynolds, Silver intentó dispararle, pero fue golpeado con un cambio de paradigma. Más adelante en el episodio, se les mostró en una viñeta donde el portavoz de Dark Order se comunicó con Reynolds a través de la televisión del hotel. Silver entró en la habitación y le preguntó a Reynolds con quién estaba hablando, pero no pudo decirlo. En el episodio del 18 de diciembre de Dynamite , Silver y Reynolds se alinearon con The Dark Order. 

## Campeonatos y logros
- Combat Zone Wrestling
  - CZW World Heavyweight Championship (1 vez)
  - CZW World Tag Team Championship (1 vez) – con Alex Reynolds
  - CZW Best of the Best|Best of the Best 18 (2019)

- Fight The World Wrestling
  - FTW Gen-X Championship (1 vez)

- New York Wrestling Connection
  - NYWC Heavyweight Championship (1 vez)
  - NYWC Fusion Champion (1 vez)
  - NYWC Tag Team Champion (1 vez) – con Alex Reynolds

- Pro Wrestling Guerrilla
  - PWG World Tag Team Championship (1 vez) – con Alex Reynolds

- Pro Wrestling Syndicate
  - PWS Tag Team Championship (2 veces) – con Pat Buck

## Finishers y movimientos característicos
- The Silver Stone (Running Punt Kick)
- Silver's Grip
- V-Trigger into Inverted Airplane spin Bomb